# The Slave (1917)
The Slave é um filme mudo de drama mudo produzido nos Estados Unidos em 1917, escrito e dirigido por William Nigh, e com atuação de Valeska Surratt. É atualmente considerado um filme perdido.

## Enredo
A trama do filme acompanha Caroline, uma jovem trabalhadora que enfrenta a pressão — ou a tentação — de se casar com um homem rico e mais velho.
Existem pelo menos duas versões documentadas do enredo. Na primeira delas, Caroline trabalha como balconista em Nova Iorque e tem uma mãe que insiste para que a moça aceite se casar com um velho bastante rico. Antes de chegar a uma decisão, porém, ela sonha estar dentro de um romance chamado "The King's Favorite", onde um rei a proíbe de ter filhos. Ao dar à luz, é expulsa e perde a chance de viver com o homem que ama após a morte do rei. Quando desperta, Caroline decide não se casar com o velho.
Na segunda versão documentada, Caroline trabalha em um salão de beleza onde, entediada com sua rotina, considera a proposta de casamento que um homem rico e decadente lhe faz. Aqui, Caroline também sonha, um sonho vívido e sombrio, onde vive trancada em uma mansão com um homem que se revela diabólico. Tudo culmina em um assassinato, que a faz perceber os perigos dessa escolha. Quando desperta, ela conclui que ficará melhor sem se casar, e mantendo sua independência e seu emprego.

## Elenco
- Valeska Suratt, como Caroline
- Violet Palmer, como Dulce
- Eric Mayne, como Dr. Atwell
- Herbert Heyes, como David Atwell
- Edward Burns, como Egbert Atwell (também conhecido como Edmund Burns)
- Edward Roseman, como Dr. Ghoul (creditado como Edwin Roseman)
- Dan Mason, como "O Fóssil"
- Tom Brooke, como Professor Winther
- Martin Faust, como o Autor
- Martin Hunt